# Епархия Невера

Карта епархии Невера

Епархия Невера (лат. Dioecesis Nivernensis) — епархия Римско-Католической церкви с центром в городе Невер, Франция. Епархия Невера входит в митрополию Дижона и распространяет свою юрисдикцию на территорию департамента Ньевр. Кафедральным собором епархии Невера является церковь святых Кирика и Иулитты.

## История
Епархия Невера была основана в конце IV века. Первоначально она входила в митрополию Санса. Считается, что первым епископом Невера был святой Эладий. Его преемник Таурициан участвовал в Эпаонском соборе 517 года. С IX века в епархии начали действовать аббатства Клюни.
В 1168 году граф Невера Вильгельм IV предоставил для епископа Вифлеема резиденцию в Кламси. В 1223 году после мусульманского завоевания Палестины епископ Вифлеема стал проживать в Кламси, где Святой Престол предоставил ему небольшой участок земли для осуществления его юрисдикции. Епархия Вифлеема в Кламси просуществовала до 1790 года.
29 ноября 1801 года после конкордата с Францией Римский папа Пий VII издал буллу Qui Christi Domini, которой упразднил епархию Невера, а его территорию передал архиепархии Буржа и епархии Отёна. В июне 1817 года Ватикан и Франция подписали новый конкордат и 27 июня 1817 года Римский папа Пий VII выпустил буллу Commissa divinitus, которой восстановил епархию Невера. Конкордат не был утверждён французским парламентом, поэтому восстановление епархии произошло только формально. Окончательно епархия Невера была 6 октября 1822 года восстановлена буллой Paternae charitatis Римского папы Пия VII.
8 декабря 2002 года епархия Невера вошла в митрополию Дижона.

## Ординарии епархии
| - епископ святой Эвладий (505—516); - епископ святой Таврициан (упоминается в 517 году); - епископ Рустик (538—541); - епископ святой Аригий (549—552); - епископ Евфрон (558—566); - епископ святой Элоадий (567—580); - епископ святой Агрикола (580 — 26.02.594); - епископ Фульцилий; - епископ Раурак (614—653); - епископ Леодебальд (658); - епископ Хехерий (660); - епископ святой Деодат (665—668); - епископ Гильберт; - епископ Рогий (672—690); - епископ святой Итерий (690 — 8.07.696); - епископ Эбарций (696—701); - епископ Оппортуний (702); - епископ святой Нектарий (? — 726); - епископ Хеброальд (747); - епископ Рагинфред; - епископ Вальдон; - епископ святой Иероламий (796 — 5.02.815); - епископ Иона (817 — 11.05.830); - епископ Герфред (833); - епископ Гуго I (836); - епископ Хериман (840 — 22.06.860); - епископ Рагин; - епископ Аббон I (862); - епископ Луидон (864); - епископ Аббон II (866 — 7.12.882); - епископ Эммен (883 — 31.10.892); - епископ Адальгарий (893); - епископ Франкон (894 — 9.12.906); - епископ Аттон (908 — 10.12.916); - епископ Лаунон (924); - епископ Тедальгрин (932 — 14.05.947); - епископ Гауберт (948 — 1.09.956); - епископ Герард (958—959); - епископ Натран (959 — 24.02.980); - епископ Роклен (982—1012); - епископ Юг II де Шан-Альман (1013 — 7.05.1066); - епископ Мальгуин (1066 — 1.06.1074); - епископ Юг III де Шан-Альман (1.11.1074 — 23.11.1191); - Sede vacante; - епископ Ги (1096 — 29.04.1099); - епископ Эрве (18.12.1099 — 8.08.1110); - епископ Юг IV (1111 — 25.02.1121); - епископ Фромон (1121 — 29.11.1145); - епископ Жоффруа (1147 — 14.02.1159); - епископ Бернар де Сен-Сольж (февраль 1160 — 14.02.1177); - епископ Тибо (1177 — 25.04.1189); - епископ Жан (1190 — 15.04.1196); - епископ Готье (1196 — 11.01.1202); - епископ Гильом де Сен-Лазар (1202 — 19.05.1221); - епископ Жерве де Шатонёф (1222 — 28.02.1223); - епископ Рено Неверский (1223 — 28.07.1230); - епископ Рауль де Бове (апрель 1232 — 19.11.1239); - епископ Робер Ле Корню (1240—1252/1253); - епископ Анри Ле Корню (9.06.1253 — 14.05.1254) — назначен архиепископом Санса; - епископ Гильом де Гранпюи (8.03.1255 — 31.05.1260); - епископ Робер де Марзи (1260 — 14.01.1273); - епископ Жиль де Шаторено (26.02.1279 — ?); - епископ Жиль де Шателе (23.07.1285 — 28.07.1294); - епископ Жан де Савиньи (28.03.1295 — 4.06.1314); - епископ Гильом Бофис (1314 — 2.02.1319); - епископ Пьер Бертран (28.01.1320 — 19.05.1322) — назначен епископом Отёна; - епископ Бертран Гаскон (19.05.1322 — 1332); | - епископ Жан Мандевийен (1333 — 12.09.1334) — назначен епископом Арраса; - епископ Пьер Бетран де Коломбье (20.10.1335 — 15.03.1339) — назначен епископом Арраса; - епископ Бертран Тиссандье (15.03.1339 — ?); - епископ Рено де Мулен (6.11.1359 — 1361); - епископ Пьер Эселен де Монтегю (2.08.1361 — 8.01.1371) — назначен епископом Лана; - епископ Жан де Нёфшатель (10.02.1371 — 27.08.1372) — назначен епископом Туля; - епископ Пьер де Вилье (27.08.1372 — 12.09.1375) — назначен епископом Труа; - епископ Пьер де Дентвиль (12.09.1375 — 1380); - епископ Морис де Куланж-ла-Винёз (1.04.1381 — 16.01.1395); - епископ Филипп Фроман (1.02.1395 — 20.01.1401); - епископ Робер де Дангей (май 1401 — 22.07.1430); - епископ Жан Жермен (15.12.1430 — 20.08.1436) — назначен епископом Шалон-сюр-Сона; - епископ Жан Вивьен (26.09.1436 — июнь 1445); - епископ Жан Труфон (8.10.1445 — ?); - епископ Жан д'Этамп (15.01.1448 — 1461); - епископ Пьер де Фонтене (23.09.1461 — 3.06.1499); - епископ Фернандо де Альмейда (19.06.1499 — 7.01.1500); - епископ Филипп II Клевский (24.01.1500 — 9.08.1503) — назначен епископом Отёна; - епископ Антуан де Флёр (31.05.1505 — 12.09.1507); - епископ Жан Бойе (7.02.1508 — 30.07.1512); - епископ Энбер де ла Платьер де Бурдийон (13.01.1513 — 11.02.1519); - епископ Жак д’Альбре (14.05.1519 — 22.02.1540); - епископ Карл де Бурбон (5.07.1540 — 5.05.1546); - епископ Жак Спифам (5.05.1546 — 1558); - епископ Жиль Спифам (27.01.1559 — 7.04.1578); - епископ Арно Сорбен (26.05.1578 — 1.05.1606); - епископ Эсташ Дю Ли (17.07.1606 — 17.06.1643); - епископ Эсташ де Шери (17.06.1643 — 26.09.1666); - епископ Эдуард Вало (7.03.1667 — 3.09.1705); - епископ Эдуард Баржеде (22.03.1706 — 20.07.1719); - епископ Шарль-Фонтен Де Монте (18.09.1719 — 20.02.1740); - епископ Гильом д’Юг де ла Мот (5.12.1740 — 19.07.1751) — назначен архиепископом Вьена; - епископ Жан-Антуан де Тенсо (19.07.1751 — 24.09.1782); - епископ Пьер де Сегиран (16.12.1782 — 3.04.1789); - епископ Луи-Жерем де Сюфран де Сен-Тропе (3.08.1789 — 21.06.1796); - Sede vacante (1796—1801); - Sede soppressa (1801—1822); - епископ Жан-Батист-Франсуа-Николя Мийо (16.05.1823 — 19.02.1829); - епископ Шарль де Дуэ д’Озер (27.07.1829 — 9.02.1834); - епископ Поль Нодо (30.09.1834 — 22.07.1842) — назначен архиепископом Авиньона; - епископ Теодор-Огюстен Форкад (18.03.1861 — 25.07.1873) — назначен архиепископом Экс-ан-Прованса; - епископ Тома-Казимир-Франсуа де Ладу (25.07.1873 — 23.07.1877); - епископ Этьенн-Антуан-Альфред Лелон (21.09.1877 — 16.11.1903); - епископ Франсуа-Леон Готе (21.02.1906 — 20.01.1910) — назначен архиепископом Безансона; - епископ Пьер Шателю (13.04.1910 — 22.04.1932); - епископ Патрис Флинн (16.08.1932 — 17.12.1963); - епископ Мишель-Луи Вьяль (17.12.1963 — 2.07.1966) — назначен епископом Нанта; - епископ Жан Франсуа Мари Стрефф (21.09.1966 — 8.07.1987); - епископ Мишель Поль Мари Мутель (19.07.1988 — 22.07.1997) — назначен архиепископом Тура; - епископ Франсуа Жозеф Пьер Деньо (26.06.1998 — 27.08.2011); - епископ Тьерри Брак де ла Перрьер (27.08.2011 — по настоящее время). |  |

## Источник
- Annuario Pontificio, Libreria Editrice Vaticana, Città del Vaticano, 2003, ISBN 88-209-7422-3
- Charles-Louis Richard et Jean Joseph GiraudBibliothèque sacrée, ou Dictionnaire universel historique, dogmatique, canonique, géographique et chronologique des sciences ecclésiastiques, Paris : Boiste fils ainé, 1827, vol. XXVIII, стр. 457—462
- Булла Qui Christi Domini, Bullarii romani continuatio, Tomo XI, Romae 1845, pp. 245–249  (лат.)
- Булла Paternae charitatis, Bullarii romani continuatio, Tomo XV, Romae 1853, стр. 577—585  (лат.)
- Pius Bonifacius Gams, Series episcoporum Ecclesiae Catholicae, Leipzig 1931, стр. 584—586  (лат.)
- Konrad Eubel, Hierarchia Catholica Medii Aevi, vol. 1 Архивная копия от 9 июля 2019 на Wayback Machine, стр. 368—369; vol. 2 Архивная копия от 4 октября 2018 на Wayback Machine, стр. 204; vol. 3 Архивная копия от 21 марта 2019 на Wayback Machine, стр. 259—260; vol. 4 Архивная копия от 4 октября 2018 на Wayback Machine, стр. 260; vol. 5, стр. 291; vol. 6, стр. 312  (лат.)
- Catholic Encyclopedia, Nevers.